# Bathymasteridae
I Bathymasteridae sono una famiglia di pesci ossei marini appartenenti all'ordine Perciformes.

## Distribuzione e habitat
Le specie della famiglia si trovano nell'Oceano Pacifico settentrionale fino al Mar Glaciale Artico. Popolano ambienti rocciosi dalla zona intertidale al piano batiale, raramente sotto i 150 metri di profondità.

## Descrizione
I Bathymasteridae sono pesci allungati con testa piuttosto grande. Le pinne dorsale e anale sono lunghe e di altezza uniforme, i raggi spiniformi sono sempre piuttosto deboli e flessibile. La pinna caudale è sempre distinta dalle altre pinne e può essere arrotondata o finire tronca. Le pinne pettorali sono ampie e di forma rotonda; le pinne ventrali sono inserite in posizione toracica. La linea laterale è ben sviluppata e vi sono dei pori sensoriali sulla testa. Vi è una sola narice per lato. Vescica natatoria assente.
La colorazione è molto variabile, anche tra i sessi o tra popolazioni distinte. Il colore di fondo può essere scuro oppure bruno, rossastro o bluastro. Su questo sfondo sono presenti macchie, strisce e disegni dei colori più vari e spesso vivaci: gialli, verdi, rossi, blu. Spesso sono presenti barre o macchie biancastre.
Bathymaster signatus è la specie più grande e raggiunge i 38 cm di lunghezza.

## Specie
- Genere Bathymaster
  - Bathymaster caeruleofasciatus
  - Bathymaster derjugini
  - Bathymaster leurolepis
  - Bathymaster signatus
- Genere Rathbunella
  - Rathbunella alleni
  - Rathbunella hypoplecta
- Genere Ronquilus
  - Ronquilus jordani[2]